# マールク・ラヨシュ
マールク・ラヨシュ(Márk Lajos、アメリカでは　Louis Marcとも、1867年8月25日 - 1942年3月18日）はハンガリーの画家、イラストレーターである。

## 略歴
現在のルーマニア、ビストリツァ＝ナサウド県のRettegに経済学者の息子に生まれた。美術の才能を示し、1885年にブダペストのハンガリー王立絵画学校（Magyar Királyi Mintarajztanoda és Rajztanárképezde:1871年創設、後のハンガリー美術大学:Magyar Képzőművészeti Egyetem）に入学した。コヴェシュ・イジョー(Köves Izsó)やグレグシュ・ヤーノシュ、セーケイ・ベルタランに学んだ。6ヵ月後にミュンヘンに移り、ホローシ・シモンの私立学校で学び、ミュンヘン美術院の予科コースでヨハン・カスパー・ヘルテリッヒに学んだ。ミュンヘン美術院の正科には進まず、パリに移り、アカデミー・ジュリアンに入学し、トニ・ロベール＝フルーリー やウィリアム・アドルフ・ブグローに学んだ。1890年に兵役のためにブダペストに戻った。1892年から1897年の間はジュラ・ベンツールのもとで修行した。
1910年までに肖像画家として知られるようになり、ニューヨークのナショナル・アーツ・クラブ(National Arts Club)に招待されてアメリカに渡り、1921年まで滞在し、アメリカでも尊敬される芸術家の地位を得た。ハンガリーに帰国後、ヨーロッパ各地の展覧会に参加し、ハンガリーの作家の書籍に挿絵も描いた。1928年に、美術評論家のラーザール(Lázár Béla)とハンガリーの芸術家を後援するために、美術コレクターを会員とする美術品の展示会「ムンカーチ組合(Munkácsy-céh)」を設立し会長となり、何度か展示会を開いた。1929年に組合はアメリカでも運営された。
1938年に家族とニューヨークに渡り、ヨーロッパの政治情勢が悪化したためそのままアメリカに留まり、1942年に心臓発作で亡くなった。

## 作品

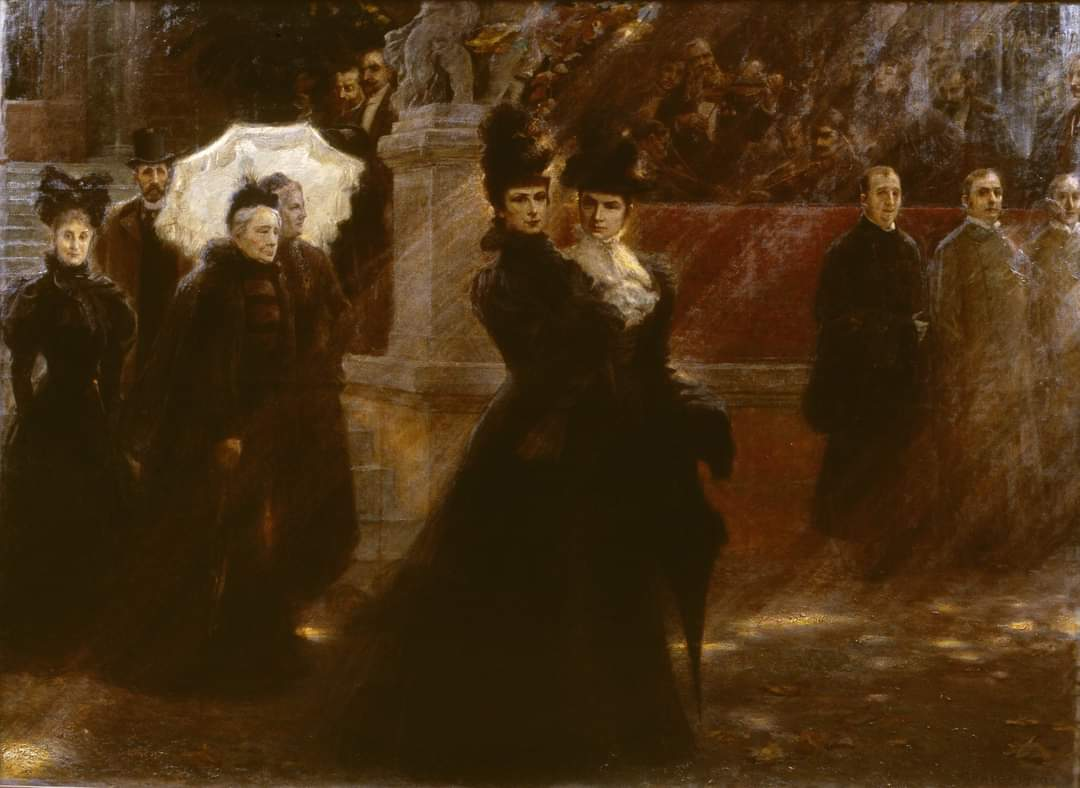
エリーザベト (オーストリア皇后)とギーゼラ・フォン・エスターライヒ
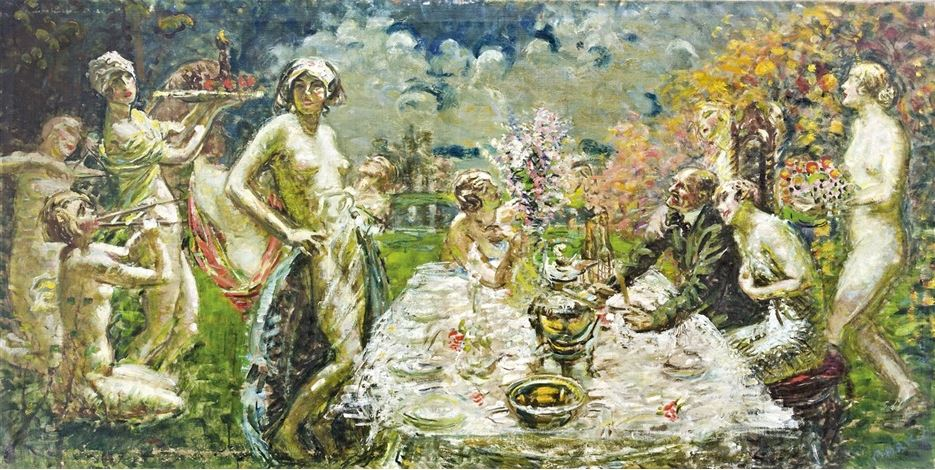
Birthday

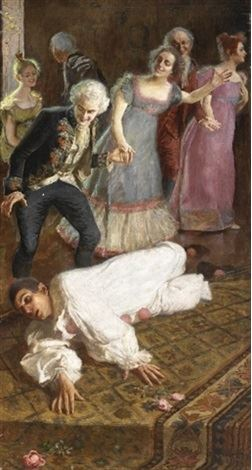
Rococo Carnival Scene, with Pierrot(1898)
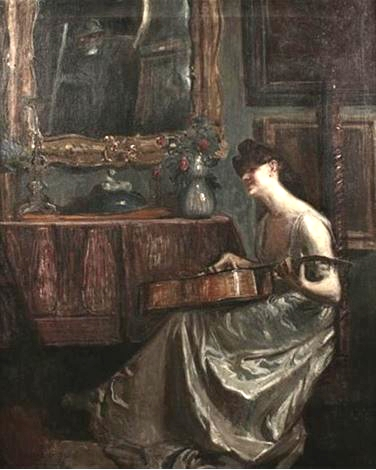
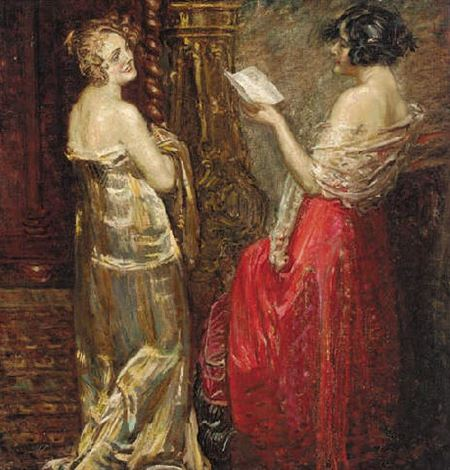
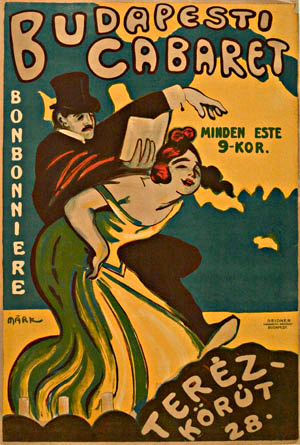